# Alexandre II de Macedònia
Alexandre II (en grec antic Αλέξανδρος) fou el setzè rei de Macedònia. Era el fill gran de Amintes II de Macedònia, al que va succeir el 370 aC o 369 aC, i d'Eurídice.
Va pujar al tron encara molt jove, i va regnar uns dos anys, encara que Diodor de Sicília diu que només en va regnar un. Durant el seu govern, mentre estava en guerra amb Alexandre de Feres a Tessàlia,
un usurpador, Ptolemeu Alorita va reclamar el tron de Macedònia. El general Pelòpides va ser designat àrbitre i va confirmar a Alexandre com a rei, però Pelòpides per assegurar el compliment del pacte es va emportar amb ell cap a Tebes alguns ostatges, entre ells el germà petit d'Alexandre, Filip, que més tard seria el rei Filip II de Macedònia.
No gaire després de sortir Pelòpides del país, Alexandre va ser assassinat l'any 368 aC, segons Diodor de Sicília, per Ptolemeu Alorita, que Diodor presenta com a germà d'Alexandre, i segons Justí, per les intrigues de la seva mare Eurídice. Demòstenes diu que l'assassí es deia Apol·lòfanes. Va pujar al tron Ptolemeu, però sembla que amb el títol de regent del germà d'Alexandre, Perdicas III, que era rei per dret d'herència.